# Neuroleon nemausiensis
Neuroleon nemausiensis là một loài côn trùng trong họ Myrmeleontidae thuộc bộ Neuroptera. Loài này được Borkhausen miêu tả năm 1791.